# Ташкиновский сельсовет
Ташкиновский сельсовет — упразднённый сельсовет на северо-востоке Башкортостана, включенный в состав г. Нефтекамска. Центр — Ташкиново. Код ОКАТО — 80427807.

## История
20 июня 1969 года Указом Президиума Верховного Совета Башкирской АССР Ташкиновский сельсовет Калтасинского района передан в административное подчинение Нефтекамскому городскому Совету депутатов трудящихся (Указ Президиума Верховного Совета Башкирской АССР от 20 июня 1969 г. № 6-2/108 "О передаче Ташкиновского с/с Калтасинского района в административное подчинение Нефтекамскому городскому
совету депутатов трудящихся).
17 марта 1977 года Указом Президиума Верховного Совета Башкирская АССР Ташкиновский сельсовет выведен из административного подчинения Нефтекамского горсовета и передан в состав Краснокамского района.
6 мая 1988 года Указом Президиума Верховного Совета Башкирской АССР Ташкиновский сельсовет из состава Краснокамского района передан в административное подчинение Нефтекамскому городскому Совету народных депутатов.

## Населённые пункты
| № | Населённый пункт | Тип населённого пункта | Население | АТЕ                    |
| - | ---------------- | ---------------------- | --------- | ---------------------- |
| 1 | Крым-Сараево     | деревня                | 273       | Ташкиновский сельсовет |
| 2 | Марино           | деревня                | ↗471      | Ташкиновский сельсовет |
| 3 | Ташкиново        | село                   | ↗2467     | Ташкиновский сельсовет |

Упразднённые населённые пункты
Ротково — упразднённая в 2005 году деревня, входящая в состав города Нефтекамск (в пригородной зоне).